# Лакатон, Анн
Анн Лакатон (род. 2 августа 1955, Сен-Парду-ла-Ривьер) — французский архитектор и педагог. Руководит архитектурным бюро Lacaton & Vassal вместе с Жаном-Филиппом Вассалем. Пара была совместно удостоена Притцкеровской премии 2021 года.

## Биография
Анн Лакатон родилась в Сен-Парду-ла-Ривьер 2 августа 1955 года. Окончила Национальную школу архитектуры и ландшафта в Бордо и получила степень магистра городского планирования в Университете Бордо в 1984 году.

## Архитектурная практика
В 1989 году Лакатон вместе с Жаном-Филиппом Вассалем основала компанию Lacaton & Vassal. Первоначально компания базировалась в Бордо, а в 2000 году переехала в Париж Работа Lacaton & Vassal сосредоточена на строительстве с меньшими затратами. Многие проекты представляют собой гибриды между современной концепцией строительства и более разнообразными технологиями, с отходом от стандартных методов работы строительных подрядчиков.
Фирма отреставрировала галерею современного искусства Palais de Tokyo в Париже, завершенную в 2001 году. Этот проект, представлявший собой чистую рекультивацию полуразрушенного здания в стиле ар-деко недалеко от Сены, был номинирован на премию ЕС Mies Award в 2003 году
В 2005 году компания Lacaton & Vassal и архитектор Фредерик Дрюо были выбраны для реконструкции Tour Bois le Prêtre, 17-этажной жилой башни на северной окраине Парижа, спроектированной архитектором Раймоном Лопесом в 1957 году. Команда срезала большую часть толстых фасадных панелей, установив на их место балконы и большие раздвижные окна, впустив в квартиры больше естественного света. Юниты также были расширены и открыты, фирма установила новую сантехнику, ванные, вентиляционные и электрические системы. Этот проект занял второе место в конкурсе «Дизайн года» от Музея дизайна Великобритании в 2013 году, заняв первое место в категории «Архитектура».
Компания также работала в Высшей национальной школе архитектуры в Нанте; над проектом коллекции произведений искусства FRAC Nord-Pas de Calais в Дюнкерке; жилого дом Кап Ферре и в Большом парке Бордо (с Фредериком Дрюо и Кристофом Хютеном). Последний из этих проектов стал лауреатом премии EU Mies 2019 за лучшую современную архитектуру в Европе.
Lacaton & Vassal работали с Фредериком Дрюо над проектами устойчивого жилищного строительства, заново изобретая старое социальное жилье эпохи 1960-х годов в проекте под названием Plus. Plus — это инициатива по модернизации старого социального жилья в более удобные жилые помещения. Они опубликовали литературу по проекту.

## Академическая карьера
Лакатон была приглашенным профессором в Высшей технической школе архитектуры Мадрида (2007—2013 годы); Швейцарском федеральном технологическом институте (EPFL Lausanne) (2004, 2006 и 2010-11); Университете Флориды (2012 г.); Государственном университете Нью-Йорка в Буффало (2013 г.); Pavillon Neuflize OBC-Palais de Tokyo в Париже (2013—2014); и Гарвардском университете . Лакатон была назначена адъюнкт-профессором архитектуры и дизайна ETH Zurich в 2017 году.
Её академическое преподавание сосредоточено на идеологическом и социально-политическом подходе к архитектуре. Дизайн и конструкции Анн Лакатон ориентированы на человеческое использование, а не на демонстрацию изображений, связанных с вовлеченными людьми. Её проекты направлены на поощрение участия пользователей, например жителей районов, где проводится реконструкция.

## Награды

### Lacaton & Vassal
- Lauréats des Albums de la Jeune Architecture, Франция — 1991
- Гран-при национальной архитектуры Jeune Talent, Франция — 1999
- Премия Эриха Шеллинга — 2006
- Фонд Эриха Шеллинга, Премия Карлсруэ «Устойчивое развитие и инновации в жилищной сфере», Мадрид, 2006 г.
- Международная стипендия Королевского института британских архитекторов в 2009 году.[17]
- Гран-при национальной архитектуры 2008 г.[18]
- Париж, Франция Премия Equerre d’Argent (с Фредериком Дрюо) — 2011
- Премия Paris Daylight & Building Components Award — 2011
- Дизайн года, категория архитектуры (совместно с Фредериком Дрюо) — 2013
- Премия Рольфа Шока в области визуальных искусств в 2014 г.[19]
- Достижения за всю жизнь — Trienal de Arquitectura de Lisboa — 2016
- Académie de l’Architecture France — Золотая медаль — 2016
- Премия Саймона в области архитектуры / Фонд Миса Ван дер Роэ — Живые места (с Фредериком Дрюо) — 2016[20]
- Медаль Генриха Тессенова в 2016 году[21]
- Глобальная награда за устойчивую архитектуру (совместно с Фредериком Дрюо) в 2018 г.[22][23]
- Премия Миса ван дер Роэ в 2019 году[13]
- Притцкеровская архитектурная премия 2021 года[4]